# Bezzia javana
Bezzia javana är en tvåvingeart som först beskrevs av Jean-Jacques Kieffer 1924.  Bezzia javana ingår i släktet Bezzia och familjen svidknott. Inga underarter finns listade i Catalogue of Life.